# Minous dempsterae
Minous dempsterae is een  straalvinnige vissensoort uit de familie van steenvissen (Synanceiidae). De wetenschappelijke naam van de soort is voor het eerst geldig gepubliceerd in 1979 door Eschmeyer, Hallacher & Rama-Rao.
De soort staat op de Rode Lijst van de IUCN als niet bedreigd, beoordelingsjaar 2009.